# Gunnar Ernblad
Lars Gunnar Birger Ernblad, född 31 mars 1946 i Kungsholms församling i Stockholm, död 3 oktober 2021 i Stockholm, var en svensk röstskådespelare, skådespelare och översättare. Han var bror till Ingvar Ernblad.

## Biografi
Ernblad var utbildad vid Statens scenskola i Stockholm under åren 1968–1971, några av skol- och klasskamraterna var Peter Harryson, Stephan Karlsén, Tomas Bolme, Louise Edlind Friberg, Lil Terselius, Christel Körner och Per Sandborgh. Han gjorde röster till rollfigurer som B1 (Bananer i pyjamas), Dr. Claw (Kommissarie Gadget), Igor (Greve Duckula), Ray Stantz (The Real Ghostbusters), Kingpin (Spider-Man), Skeletor (He-Man and the Masters of the Universe), Albert och Big-Bäng (Duck Tales), Dr. Eggman (Sonic X), Aku (Samurai Jack), Hjärnan (Pinky och Hjärnan) samt Questar och dennes ärkefiende Krulos (Dino-Riders). Han dubbade även dator- och TV-spel, till exempel Playstationversionen av Diablo och Scene it? till Xbox 360. I november 2017 blev han medlem i Bananklubben.
Som översättare arbetade han bland annat med Media Dubbs dubbning av 1987 års Turtlesserie.
Ernblad avled i sviter av cancersjukdom och är gravsatt på Norra begravningsplatsen (kvarter 11C, gravplats 00377) 

## Filmografi (i urval)
- 1969 – Mästerkatten i stövlar (röst)
- 1969 – Konfrontation
- 1975 – Pojken med guldbyxorna (TV-serie)
- 1981 – Babels hus (TV-serie)
- 1981 – Smurfarna (TV-serie) (röst som Muskelsmurfen, Latsmurfen med flera)
- 1981 – Pelle Svanslös (röst)
- 1981–1992 – Dundermusen (TV-serie) (röst)
- 1983–1985 – Drakar & Demoner (TV-serie) (röst)
- 1983 – Teskedsgumman (TV-serie) (röst)
- 1984 – Falluckan (TV-serie) (röst)
- 1984–1989 – Snorklarna (TV-serie) (röst)
- 1984–1987 – The Transformers (TV-serie) (röst)
- 1984 – Knattarna (TV-serie) (röst)
- 1984 – Doctor Snuggles och hans vänner (röst)
- 1985 – En ettas dagbok (TV-serie)
- 1985–1986 – M.A.S.K. (TV-serie) (röst)
- 1985 – Den otrolige Hulken (röst)
- 1986 – Krambjörnarna (TV-serie) (Media Dubb) (olika roller)
- 1986 – Bananmannen (röst)
- 1986 – The Adventures of the Galaxy Rangers (TV-serie) (olika roller)
- 1986 – Bluffarna (TV-serie) (olika roller)
- 1986 – Silver Fang (Riki, Gohei Takeda, Ben med flera)
- 1986 – My Little Pony (TV-serie) (olika roller)
- 1987–1988 – Bravestarr (TV-serie) (röst)
- 1987 – Förebudet
- 1987 – Oliver Twist (röst)
- 1987 – Småfolket rätt upp i rymden (röst)
- 1987 – Katten Nisse (TV-serie) (Wilfred)
- 1988 – Som man ropar (TV-serie)
- 1988–1993 – Greve Duckula (TV-serie) (röst)
- 1991 – 1628 (TV-serie)
- 1992 – Lilla Tråget (röst)
- 1993 – Swat Kats (TV-serie) (röst som Borgmästare Manx, Dark Kat och Tidshärskaren)
- 1993 – Transformers: Generation 2 (TV-serie) (röst)
- 1994 – Montana Jones (TV-serie) (röst som Gerrit)
- 1995 – Balto (röst)
- 1996–1997 – De små egna (TV-serie) (röst som September och Grubby Groo)
- 1997 – Bananer i pyjamas (TV-serie) (röst som B1)
- 1997 – Beck – Spår i mörker
- 2001 – Totally Spies (TV-serie) (röst som Jerry)
- 2003 – Sonic X (TV-serie) (röst som dr. Eggman)
- 2007 – Bee Movie (röst som Surrberg)
- 2008 – Asterix på olympiaden (röst som Caesar)
- 2010 – Transformers Prime (TV-serie) (röst som Starscream)
- 2011 – Smurfarna (röst som Gammelsmurfen)
- 2012 – Hotell Transylvanien (röst som Frankenstein)
- 2012 – Asterix & Obelix och britterna (röst som Caesar)
- 2012 – Mousse
- 2013 – Smurfarna 2 (röst som Gammelsmurfen)
- 2015 – Hotell Transylvanien 2 (röst som Frankenstein)
- 2018 – Hotell Transylvanien 3: En monstersemester (röst som Frankenstein)
- 2018 – Star Wars Galaxy of Adventures (TV-serie) (röst som Yoda)
- 2018 – Asterix: Den magiska drycken (röst som trollkarlen Sulfurix)
- 2019 – Aladdin (röst som sultanen)
- 2021 – Star Wars: Uslingarna (TV-serie) (röst som Lama Su)
- 2022 – Hotell Transylvanien: Ombytta roller (röst som Frankenstein)

## Teater

### Roller (ej komplett)
| År   | Roll           | Produktion                        | Regi             | Teater     |
| ---- | -------------- | --------------------------------- | ---------------- | ---------- |
| 1984 | Anton Svensson | Emil i Lönneberga Astrid Lindgren | Staffan Götestam | Göta Lejon |
| 1984 | Svärdsmidaren  | Mio min Mio                       | Staffan Götestam | Folkan     |
| 1984 | Anden (röst)   | Mio min Mio                       | Staffan Götestam | Folkan     |